# Konica C35 AF
La Konica C35 AF è stata la prima fotocamera autofocus al mondo. È disponibile sul mercato a partire dal novembre 1977.
L'apparecchio era equipaggiato con il sistema autofocus Visitronic creato e prodotto da Honeywell per il formato 35mm. Era equipaggiata anche da un sistema di esposizione automatica che impostava la velocità dell'otturatore.